# Tymnikowo
Tymnikowo (en allemand Timnikswalde) est un village de Pologne, située dans le gmina de Mrągowo, dans le powiat de Mrągowo, dans la voïvodie de Varmie-Mazurie.

## Sources
- (en) Cet article est partiellement ou en totalité issu de l’article de Wikipédia en anglais intitulé « Tymnikowo » (voir la liste des auteurs).

1. ↑  (pl) Wojciech Kętrzyński, Die polnischen Ortsnamen der Provinzen Preussen und Pommern und ihre deutschen Benennungen, nakładem Zakładu narod. im. Ossolińskich, 1879 (lire en ligne), p. 181